# Pedro Agramunt
Pedro Agramunt Font de Mora, né le 12 septembre 1951 à Valence et mort le 25 novembre 2024, est un homme politique espagnol, membre du Parti populaire. Il est sénateur aux Cortes de 1993 à 2019.

## Biographie
Entrepreneur, Pedro Agramunt est élu député aux Cortes lors des élections législatives du 29 octobre 1989, avant de devenir président du Parti populaire de la Communauté valencienne de 1990 à 1993. Il quitte les Cortes en juin 1991 après avoir été élu au Parlement valencien. En juin 1993, il est élu sénateur lors des élections générales.
Membre de l'Assemblée parlementaire du Conseil de l'Europe depuis 2000, il dirige le groupe parlementaire du Parti populaire européen à partir de 2013, avant d'être élu président de l'Assemblée le 25 janvier 2016. 
Il démissionne de cette fonction le 6 octobre 2017 en raison de la polémique née de son voyage à Damas dans l'avion privé d'un responsable russe[Qui ?] et sa rencontre avec le président syrien Bachar el-Assad sans en avertir le Conseil de l'Europe. Il entretient également des liens avec l'Azerbaïdjan.